# Helina xianggelilaensis
Helina xianggelilaensis är en tvåvingeart som beskrevs av Xue, Feng och Tong 2005. Helina xianggelilaensis ingår i släktet Helina och familjen husflugor. Inga underarter finns listade i Catalogue of Life.